# 48171 Juza
48171 Juza è un asteroide della fascia principale. Scoperto nel 2001, presenta un'orbita caratterizzata da un semiasse maggiore pari a 2,4025382 UA e da un'eccentricità di 0,0500485, inclinata di 1,91179° rispetto all'eclittica.